# Stenelmis fursovi
Stenelmis fursovi là một loài bọ cánh cứng trong họ Elmidae. Loài này được Zaitzev miêu tả khoa học năm 1951.